# Ocean
Ocean (lat. oceanus; grč. ὠκεανός, prema grčkom bogu mora i voda Okeanu), u užem smislu jedinstvena, kontinuirana vodena masa golemih dimenzija, u širem smislu ukupna vodena masa mora na Zemlji koja pokriva skoro tri četvrtine (71%) Zemljine površine.
Ta globalna, međusobno povezana masa slane vode, nazivana i Svjetskim oceanom, podijeljena je kontinentima i otočjima na sljedećih pet cjelina, od najveće prema najmanjoj: Tihi ocean, Atlantski ocean, Indijski ocean, Južni ocean i Arktički ocean. Njihove službene granice definirala je Međunarodna hidrografska organizacija. Južni ocean, koji je dugo vremena bio poznat u pomorskoj tradiciji, službeno je potvrđen 2000. godine te je jedinstven jer se definira linijom zemljopisnih širina bez ikakvih kopnenih granica.
Oceanografi ipak govore samo o četiri oceana, smatrajući Arktički ocean (ili Arktičko more) dijelom Atlantskog oceana. 
Manja područja oceana nazivaju se morima, zaljevima, prolazima i dr.
Geološki gledano, ocean je područje oceanske kore pokrivene vodom. Oceanska kora je tanak sloj skrućenog vulkanskog bazalta koji prekriva Zemljin plašt na mjestima gdje nema kontinenata. Prema tom gledištu danas postoje tri oceana: Svjetski ocean te Crno i Kaspijsko more (ili Kaspijsko jezero) koji su nastali sudarom Cimerije s Laurazijom. Sredozemno more je gotovo samostalan ocean povezan sa Svjetskim oceanom kroz Gibraltarska vrata, a nekoliko puta tijekom zadnjih nekoliko milijuna godina uistinu je kretanje afričkog kontinenta zatvorilo pravac u potpunosti, pretvarajući Sredozemlje u četvrti ocean. (Crno more je povezano sa Sredozemnim preko Bospora koji je zapravo prirodni kanal probijen kroz kontinentalnu stijenu prije otprilike 5000 godina, te nije djelić oceanskog dna poput Gibraltarskih vratiju.)
Površina Svjetskog oceana iznosi 361 milijun km², obujam 1370 milijuna km³, a prosječna mu je dubina 3790 m. To ne uključuje mora koja nisu povezana sa Svjetskim oceanom kao što je Kaspijsko more.
Ukupna masa hidrosfere iznosi oko 1,4 × 1021 kg, što je jednako otprilike 0,023% Zemljine ukupne mase.
Vidi morsku vodu za opširniju raspravu o sastavu oceanske vode od koje je najznačajnija slanost.

## Istraživanja
Putovanje brodovima površinom oceana potječe još iz pretpovijesnih vremena, ali tek je u modernom dobu ekstenzivno podvodno putovanje postalo mogućim.
Najdublja točka oceana izmjerena je u Marijanskoj brazdi (jarku) smještenoj u Tihom oceanu blizu Sjevernomarijanskih otoka, a iznosi 10,923 m. U potpunosti je istražena 1951. plovilom britanske mornarice "Chalengerom II" koji je svoje ime dao i najdubljem dijelu jarka, "Dubini Challenger".
Veliki dijelovi dna svjetskih oceana neistraženi su i nemapirani. Globalna slika mnogih podvodnih obilježja većih od 10 km napravljena je 1995., a bazirana je na gravitacijskim iskrivljenjima obližnje morske površine.

## Klima
Jedan od najdramatičnijih vremenskih oblika javlja se iznad oceana: tropski cikloni (poznatiji kao "tajfuni" i "harikeni" ovisno gdje se sustav stvara). Morske struje uvelike utječu na Zemljinu klimu prenoseći topao ili hladan zrak i padaline prema obalnim područjima gdje ih dalje u unutrašnjost mogu prenositi vjetrovi. Antarktička struja okružuje taj kontinent, utječe na klimu područja te povezuje struje iz nekoliko oceana.

## Ekologija
Oceani su dom mnogim životnim oblicima kao što su:
- ribe
- kitovi (Cetacea) - kitovi, dupini i pliskavice,
- glavonošci (Cephalopoda) - hobotnice
- rakovi (Crustacea) - jastozi i morski račići
- morski crvi
- plankton
- kozice

## Ekonomija
Oceani su bitni za prijevoz: ogroman se dio svjetskih dobara kreće brodovima između svjetskih morskih luka. Važni brodski kanali uključuju Morski put Saint Lawrence, Panamski i Sueski kanal.

## Izvanzemaljski oceani
Zemlja je jedini poznati planet s tekućom vodom na svojoj površini, a zasigurno jedini takav u našem sunčevom sustavu. Ipak se smatra da je tekuća voda prisutna ispod površine nekoliko prirodnih satelita, posebice Galilejanskih mjeseca: Europe te s manjom sigurnošću Kalista i Ganimeda. Ostali ledeni mjeseci poput Tritona su nekada mogli imati unutarnje oceane koji su danas smrznuti. Planeti Uran i Neptun mogu također posjedovati ogromne oceane tekuće vode ispod svoje tanke atmosfere iako njihova unutrašnja struktura nije dobro poznata u ovom trenutku.
Trenutačno se vodi mnogo rasprava o tome je li Mars nekada imao ocean vode na svojoj sjevernoj hemisferi, i o tome što mu se dogodilo ako ga je imao. Nedavni pronalasci misije Mars Exploration Rover pokazuju da je Mars imao nešto dugotrajne stajaće vode barem na jednom mjestu, ali njeno postojanje još uvijek nije poznato. 
Smatra se da su tekući ugljikovodici prisutni na Titanovoj površini, iako bi ih bilo ispravnije opisati kao "jezera" nego kao "oceane". Razdioba područja tekućih ugljikovodika bolje će se znati nakon cjelokupne analize podataka sa sonde Huygens iz svemirske misije Cassini-Huygens koja se spustila na Titanovu površinu u siječnju 2005. Također se smatra da se ispod mješavine leda i ugljikovodika koji oblikuju Titanovu vanjsku koru vjerojatno nalazi podzemni ocean vode.

## Više informacija
- More
- Oceanografija
- Pomorska biologija
- Svjetski dan oceana
- Voda

## Vanjske poveznice
- Znanost otvara tajne oceana
- Zašto je ocean slan?  Arhivirana inačica izvorne stranice od 9. veljače 2015. (Wayback Machine)
- Službene IHO granice oceana i mora  Arhivirana inačica izvorne stranice od 16. srpnja 2004. (Wayback Machine)
- Vodikova ekspedicija  Arhivirana inačica izvorne stranice od 27. lipnja 2017. (Wayback Machine) Prvo oplovljavanje Zemlje u brodu pokretanom vodikovim gorivim ćelijama
- NOPP - Program Nacionalnog oceanografskog društva